# Belarussische Basketballnationalmannschaft der Damen
Die belarussische Basketballnationalmannschaft der Damen ist die nationale Auswahl der Damen des vom Weltverband FIBA anerkannten nationalen Verbandes von Belarus im Basketball. Die Auswahl tritt nicht nur in Wettbewerben der FIBA an, sondern ist auch Kandidat und bei entsprechender Qualifikation auch Teilnehmer an den Basketballwettbewerben der Olympischen Spiele.

## Historie
Nach der Auflösung der Sowjetunion wurde der jetzt unabhängige belarussische Verband 1992 Mitglied der FIBA sowie dessen Kontinentalverbands FIBA Europa. Bei den Männern konnte die Juniorenauswahl der Altersklasse U-22 gleich 1994 Junioren-Europameister werden, während sich die Herrenauswahl auch in der Folge nie für eine kontinentale Endrunde qualifizierte. Stattdessen konnten die Damen nach der Jahrtausendwende in die europäische Spitze aufrücken. Bei der ersten Qualifikation für die Europameisterschafts-Endrunde gewann die Auswahl auf Anhieb in Italien 2007 eine Bronzemedaille, nachdem man im entscheidenden Gruppenspiel den gastgebenden Italienerinnen den Einzug in das Viertelfinale verwehrte und im Viertelfinale überraschend Titelverteidiger Tschechien besiegte. Auch in der Folge erreichte die Auswahl bis auf die Endrunde 2011, bei der man Neunte wurde, immer mindestens das Viertelfinale und war dann in der Endplatzierung nie schlechter als auf Rang fünf platziert, wenngleich ein weiterer Medaillengewinn verpasst wurde.
Durch die Erfolge in kontinentalen Endrunden erreichte die Auswahl auch die Qualifikation für die globalen Endrunden der Olympischen Spiele sowie der FIBA-Weltmeisterschaft. Bei den Olympischen Spielen 2008 in Peking verlor die Auswahl im Viertelfinale den gastgebenden Chinesinnen und wurde anhand der Vorrundenergebnisse auf Rang sechs eingestuft. Bei der WM-Endrunde 2010 konnten sich die Damen nur mühsam für das Viertelfinale qualifizieren. In der K.-o.-Runde gelang erneut eine Überraschung, als man den großen Nachbarn, Vize-Europameister und den bis dahin im Turnierverlauf ungeschlagenen Gruppensieger der anderen Zwischenrundengruppe besiegte und die Russinnen überraschend deutlich mit 70:53 bezwang. Gegen die Gastgeberinnen aus Tschechien im Halbfinale nach Verlängerung sowie die Spanierinnen verpasste die Auswahl dann den erstmaligen Medaillengewinn in einer globalen Endrunde. Mit der mittlerweile enttäuschenden EM-Endrunde 2011 im Nachbarland Polen, als man trotz eines weiteren Sieges gegen die Russinnen im entscheidenden Gruppenspiel gegen die Türkinnen die Qualifikation für das Viertelfinale verpasste, wurde auch die Qualifikation für die Olympischen Spiele 2012 verpasst. Erneut die Chinesinnen verwehrten bei der WM-Endrunde 2014 im Ausscheidungsspiel den Einzug ins Viertelfinale. Für die Olympischen Spiele 2016 konnte sich die Auswahl beim finalen Qualifikationsturnier im Sommer 2016 in Frankreich den letzten Teilnehmerplatz sichern.

## Abschneiden bei internationalen Wettbewerben

### Olympische Spiele
| - 1996: nicht qualifiziert - 2000: nicht qualifiziert - 2004: nicht qualifiziert - 2008: 6. Platz | - 2012: nicht qualifiziert - 2016: 9. Platz - 2020: nicht qualifiziert |

### Weltmeisterschaften
| - 1994: nicht qualifiziert - 1998: nicht qualifiziert - 2002: nicht qualifiziert - 2006: nicht qualifiziert | - 2010: 4. Platz - 2014: 10. Platz - 2018: nicht qualifiziert |

### Europameisterschaften
| - 1993: nicht qualifiziert - 1995: nicht qualifiziert - 1997: nicht qualifiziert - 1999: nicht qualifiziert - 2001: nicht qualifiziert - 2003: nicht qualifiziert - 2005: nicht qualifiziert - 2007: . Platz | - 2009: 4. Platz - 2011: 9. Platz - 2013: 5. Platz - 2015: 4. Platz - 2017: 15. Platz - 2019: 13. Platz - 2021: 4. Platz |